# Snowshoe Lake, Kenora District
Snowshoe Lake är en sjö i Kanada.   Den ligger i Kenora District och provinsen Ontario, i den sydöstra delen av landet, 1 500 km väster om huvudstaden Ottawa. En mindre del av sjön ligger i provinsen Manitoba. Snowshoe Lake ligger 326 meter över havet. Arean är 13,0 kvadratkilometer. Den sträcker sig 6,3 kilometer i nord-sydlig riktning, och 8,9 kilometer i öst-västlig riktning.
I omgivningarna runt Snowshoe Lake växer i huvudsak blandskog. Trakten runt Snowshoe Lake är nära nog obefolkad, med mindre än två invånare per kvadratkilometer.